# Lauren Harris
Lauren Harris es una cantante británica, hija de Steve Harris, bajista y fundador de la banda de heavy metal inglesa Iron Maiden.
Lauren nació en Londres el 6 de julio de 1984. Fue descubierta durante una actuación en un club por Russ Ballard, quién le ofreció la grabación de su primera demo.
Actualmente es líder de la banda homónima Lauren Harris, de la que es vocalista junto a otros tres miembros: el guitarrista Richie Faulkner, el batería Olly Smith y el bajista Randy Gregg.
En los últimos tiempos la banda de Lauren está participando en numerosos festivales a lo largo del mundo, así como acompañando a la banda británica Iron Maiden en la gira "Somewhere Back In Time World Tour" que empezó en la ciudad de Bombay, India el 1 de febrero de 2008, continuando por Australia, Japón, Europa y por gran parte de América, en países como Ecuador, Venezuela, Colombia, Estados Unidos, Canadá, México, Costa Rica, Brasil, Argentina, Perú, Chile. En la última gira se incorporó Olly Smith, sustituyendo a Tom McWilliams que no se sabría el futuro de él en la banda.
En el 2008 grabó el álbum Calm Before the Storm.

## Miembros de la banda
Como solista
- Lauren Harris – vocalista (2005–2010)
- Randy Gregg – bajo, coros (2005–2010)
- Richie Faulkner – guitarras, coros (2005–2010) Actualmente es guitarrista de Judas Priest.
- Tommy McWilliams – batería (2005–2008)
- Olly Smith – batería (2008–2010)

Six Hour Sundown
- Lauren Harris – vocalista (2010–2012)
- Olly Smith – batería (2010–2012)
- Tommy Gentry – guitarras (2010–2012)
- James Bennet – guitarras (2010–2012)
- Mitch Witham – bajo (2010–2012)

Kingdom of I
- Lauren Harris – batería (2012–presente)

## Discografía
- Calm Before the Storm (2008)